# Radko Stöckl
Radko Stöckl (* 6. Oktober 1924 in Schemnitz, Tschechoslowakei; † 23. Januar 1984 in Melsungen) war ein deutscher Politiker (SPD).

## Leben und Beruf
Nach dem Besuch der Oberschulen in Martin und Reichmann sowie dem Abitur 1942 am Gymnasium in Prag nahm Stöckl als Soldat am Zweiten Weltkrieg teil. Zuletzt geriet er in britische Gefangenschaft, aus der er 1945 entlassen wurde.
Nach dem Kriegsende siedelte Stöckl als Heimatvertriebener nach Westdeutschland über und ließ sich in Calden nieder. Er absolvierte zunächst Lehren als Bäcker, Fleischer und Müller, die er jeweils mit den Gesellenprüfungen abschloss. Anschließend nahm er ein Studium der Berufspädagogik in Frankfurt am Main auf, welches 1951 mit dem ersten und 1952 mit dem zweiten Staatsexamen beendete.
Stöckl hatte seit 1952 eine Tätigkeit als Gewerbeoberlehrer an der Kreisberufs- und Berufsfachschule in Hofgeismar inne und war von 1963 bis 1970 Direktor des beruflichen Schulzentrums des Landkreises Melsungen. 1965 wurde er zum Oberstudiendirektor ernannt.

## Partei
Stöckl schloss sich der SPD an, war Mitglied im Landesvorstand der SPD Hessen und fungierte als Schatzmeister des Landesverbands.

## Abgeordneter
Stöckl war Ratsmitglied der Stadt Melsungen und dort Vorsitzender der SPD-Fraktion. Er gehörte dem Kreistag des Kreises Melsungen an und war dort ebenfalls Vorsitzender der SPD-Fraktion. Von 1970 bis zu seinem Tod war er Mitglied des Hessischen Landtags. Von 1978 bis zu seinem Tod amtierte er zudem als Landtagsvizepräsident.

## Ehrungen
Stöckl erhielt 1976 das Verdienstkreuz am Bande der Bundesrepublik Deutschland und 1983 das Verdienstkreuz 1. Klasse. Die berufliche Schule des Schwalm-Eder-Kreises in Melsungen, die Stöckl von 1963 bis 1970 geleitet hatte, wurde kurz nach seinem Tod in Radko-Stöckl-Schule umbenannt.